# Agnieszka Kacprzyk
Agnieszka Kacprzyk (ur. w 1980 w Olsztynie) – polska pisarka.
Ukończyła filologię w Poznaniu.

## Twórczość
- Klinika Kukieł, Wydawnictwo Replika 2007
- Matylda, Prószyński i S-ka 2009
- Polowanie na niebieskie migdały, Wydawnictwo „Nasza Księgarnia” 2011